# Yoshiaki Nishimura
Yoshiaki Nishimura (西村 義明, Nishimura Yoshiaki), né le 25 septembre 1977 à Tokyo au Japon, est un producteur et scénariste de films qui a travaillé pour le studio Ghibli avant de fonder le studio Ponoc.

## Biographie
En avril 2015, Toshiaki Nishimura co-fonde le studio Ponoc avec plusieurs anciens artistes du studio Ghibli.

## Filmographie
- 2004 : Le Château ambulant (administration de la production)
- 2006 : Les Contes de Terremer (participation à la production)
- 2013 : Le Conte de la princesse Kaguya (production)
- 2013 : Yume to kyōki no ōkoku (documentaire)
- 2014 : Souvenirs de Marnie (production)
- 2017 : Mary et la Fleur de la sorcière (production)
- 2018 : Héros modestes (production)
- 2021 : Tomorrow's Leaves (production, scénario)
- 2023 :  Le Garçon et le Héron (participation à la production)
- 2023 : L'Imaginaire (production, scénario)